# Вулканізація

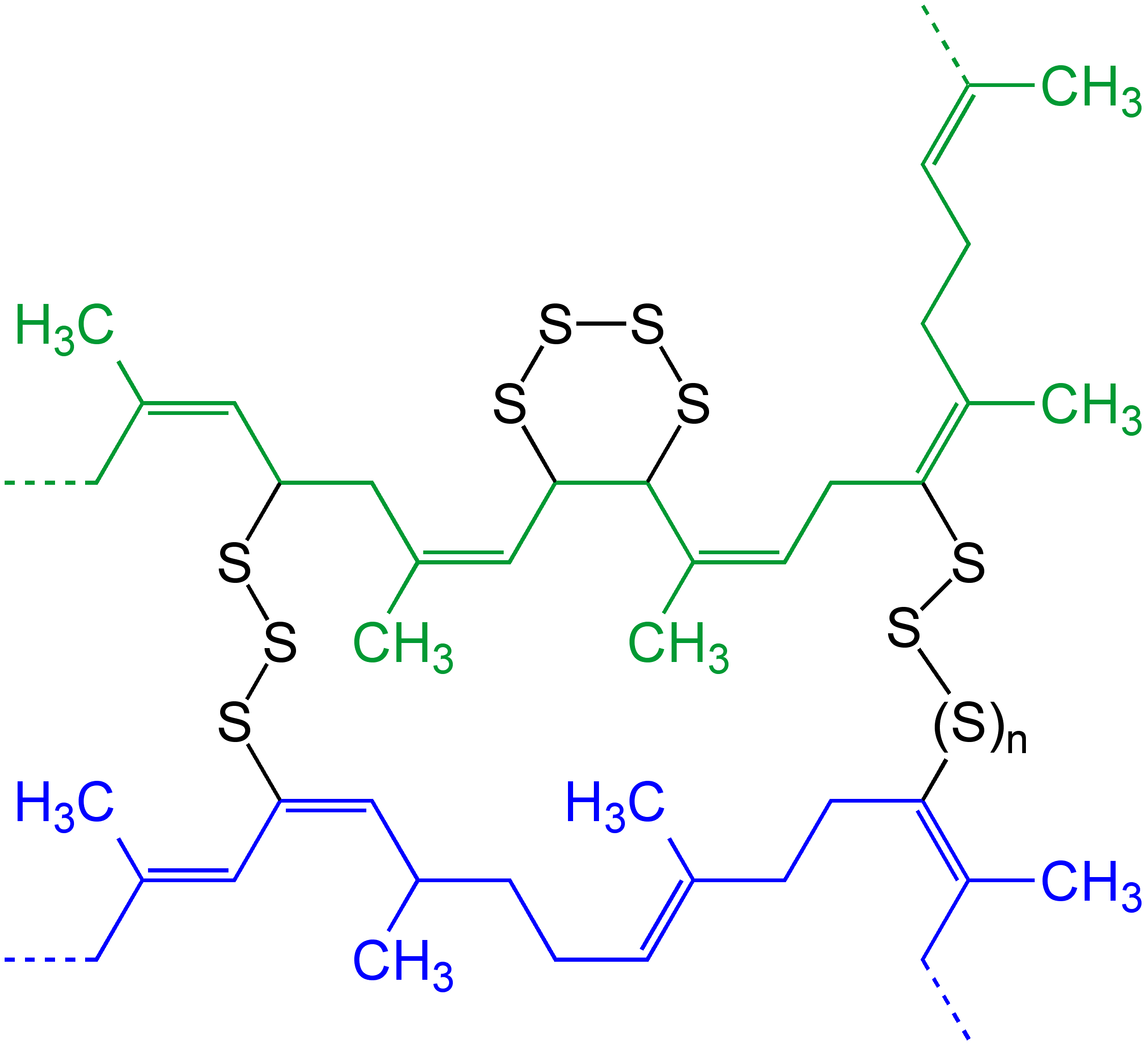
Вулканізація (n = 0, 1, 2 …)

Вулканіза́ція — процес перетворення сирого каучуку на гуму шляхом нагрівання його з сіркою. Цей процес був розроблений американським винахідником Чарлзом Гуд'їром 1844 року. Термін вулканізація походить від імені  Вулкана, римського бога вогню.

## Відкриття
У 1832–1834 роках вчені Натаніель Хейворд і Фрідріх Людерсдорф виявили, що гума, оброблена сіркою, втрачає свою липкість. Скоріш за все, Гейворд поділився своїм відкриттям з Чарльзом Гудієром, надихнувши його на відкриття вулканізації. Томас Хенкок (1786–1865), вчений та інженер, першим запатентував вулканізацію каучуку. 21 травня 1845 року він отримав британський патент. Через три тижні, 15 червня 1845 року, Чарльз Гудієр отримав патент у Сполучених Штатах. Друг Хенкока, Вільям Брокедон ввів термін «вулканізація». Гудієр стверджував, що він відкрив вулканізацію раніше, у 1839 році.

## Загальний опис
Сирий каучук має низьку міцність і дуже липкий, особливо при нагріванні, а на морозі стає твердим і ламким. Тому для виготовлення різних виробів у сирому вигляді каучук непридатний. Свої цінні властивості каучук набуває при вулканізації, тобто при нагріванні з сіркою. Вулканізований каучук називають гумою.
При процесі вулканізації з каучуку, сірки і наповнювача (переважно сажі) виготовляють суміш, якою наповнюють відповідні форми і під тиском нагрівають. При 145—160°С каучук взаємодіє з сіркою і його молекули зв'язуються між собою атомами сірки. Частково вони зв'язуються між собою і безпосередньо. Зв'язок між ними здійснюється за рахунок вільних валентностей, які виникають при розриві подвійних зв'язків.
Вміст сірки у вулканізованому каучуку становить 1—3 %.
Вулканізований каучук значно більш еластичний і міцний, ніж сирий. Сирий каучук розчиняється в органічних розчинниках, зокрема в бензині (каучуковий клей), а вулканізований не розчиняється, а лише набухає.

Вулканізація сіркою

### Вулканізація сіркою
Вулканізація сіркою — це хімічний процес перетворення натурального каучуку або подібних полімерів у більш міцні матеріали шляхом їх нагрівання з сіркою або іншими еквівалентними затверджувачами чи прискорювачами. Сірка утворює поперечні зв’язки (містки) між ділянками полімерного ланцюга, що призводить до збільшення жорсткості та довговічності, а також до інших змін у механічних та електронних властивостях матеріалу. З вулканізованої гуми виготовляється широкий спектр продуктів, включаючи шини, підошви для взуття, шланги та конвеєрні стрічки.

## Прискорювачі вулканізації
Інгредієнти гумових сумішей, які пришвидшують вулканізацію та формують поперечні міжмакромолекулярні зв'язки каучуку, покращуючи механічні властивості ґуми (сульфенамідні похідні меркаптобензтіазолу, гуанідини, ксантогенати, дитіокарбамати та ін.).

## Вулканізація хлоропренових каучуків
Ефективну вулканізацію хлоропренових каучуків можна  здійснити за допомогою  широкого набору речовин. Хлоропренові каучуки в  принципі можу бути вулкані пероксидиами, альдегідиами, поліамінами, смолами (анілінформальдегідними, алкілфеноламінними)
Але в промисловості основний спосіб вулканізації -  додавання оксидів металів.
Хлоропреновий каучук здатний до структурування при нагріванні за  відсутності будь-яких вулканізуючих речовин (термовулканізації). Хлоропренові каучуки здатні утворювати  термовулканізати більш енергійно і при значно нижчих температурах, ніж бутадієнстирольні каучуки чи бутандієнові каучуки. 
Ще Волессом Карозерсом з співробітниками було показано, що в процесі зберігання при  300 К α-полімер втрачає свої пластичні властивості та відбувається повне його  перетворення в еластичний ∝-полімер впродовж 2 діб; при 403 К це перетворення  здійснюється за 5 хвилин.  
Було відмічено, що структурування прискорюється оксидом цинку (ZnO) та  хлоридами металів, а сповільнюється - вторинними ароматичними амінами.  Цей процес прискорюється введенням оксидів цинку і магнію. Для каучуків,  регульованих сіркою (S), в більшості випадків використовують тільки ці вулканізуючі  агенти. Проте для каучуків, регульованих меркаптанами, необхідна ще домішка  додаткових компонентів – прискорювачів вулканізації. Різниця між двома  основними типами хлоропренових каучуків загального призначення (регульовані  сіркою та меркаптанами) полягає в тому, що швидкість та ступінь вулканізації  досягнутий тільки в присутності оксидів металів недостатні. 
Рецепти гумових сумішей на основі хлоропренових каучуків складаються на  основі загальних принципів та потреб. Проте вибір інгредієнтів залежить від їх  поведінки при переробці (особливо при вулканізації) гумових сумішей,  обумовленого специфічними властивостями каучуку. 
Вулканізація в присутності оксидів металів вперше була виконана Карозерсом.  Пізніше це явище досить детально вивчалося різними вченими. Досліджені оксиди  можна розділити за впливом на швидкість вулканізації поліхлоропрену в  присутності сірки на чотири групи: 
• високої активності – оксиди магнію, цинку, ртуті та кальцію. 
• середньої активності – оксиди сурми, барію, кадмію, алюмінію, свинцю,  мангану, заліза та берилію. 
• нейтральні – оксиди міді, хрому, ванадію, вольфраму та титану. 
• сповільнюючі вулканізацію – оксиди миш’яку та молібдену.